# Меладзе, Демурали Талибович
Демурали Талибович Меладзе (1880 год, село Алмей, Батумская область, Российская империя — 1958 год, село Алмей, Хулойский район, Грузинская ССР) — звеньевой колхоза имени Орджоникидзе Хулойского района, Аджарская АССР, Грузинская ССР. Герой Социалистического Труда (1949). Депутат Верховного Совета Аджарской АССР 2-го созыва. Депутат Верховного Совета Грузинской ССР 3-го созыва.
Самый возрастной Герой Социалистического Труда Аджарской АССР.

## Биография
Родился в 1880 году в крестьянской семье в селе Алмей Батумской области. С раннего возраста трудился в личном сельском хозяйстве. Во время коллективизации в 1930 году вступил в местный колхоз (позднее — колхоз имени Орджоникидзе Хулойского района). Позднее трудился в колхозе в селе Суло. В 1941 году возвратился на работу в колхоз имени Орджоникидзе Хулойского района. В послевоенное время был назначен звеньевым виноградарей в этом же колхозе.
В 1948 году звено под его руководством собрало в среднем с каждого гектара по 100,2 центнера винограда на участке площадью 3 гектара. Указом Президиума Верховного Совета СССР от 9 августа 1949 года удостоен звания Героя Социалистического Труда за «получение высоких урожаев винограда в 1948 году» с вручением ордена Ленина и золотой медали «Серп и Молот» (№ 4425).
Избирался депутатом Верховного Совета Аджарской АССР 2-го созыва (1947—1951) и депутатом Верховного Совета Грузинской ССР 3-го созыва (1951—1955).
Проживал в родном селе Алмей Хулойского района. Скончался в 1958 году.